# Franz Gasselsberger

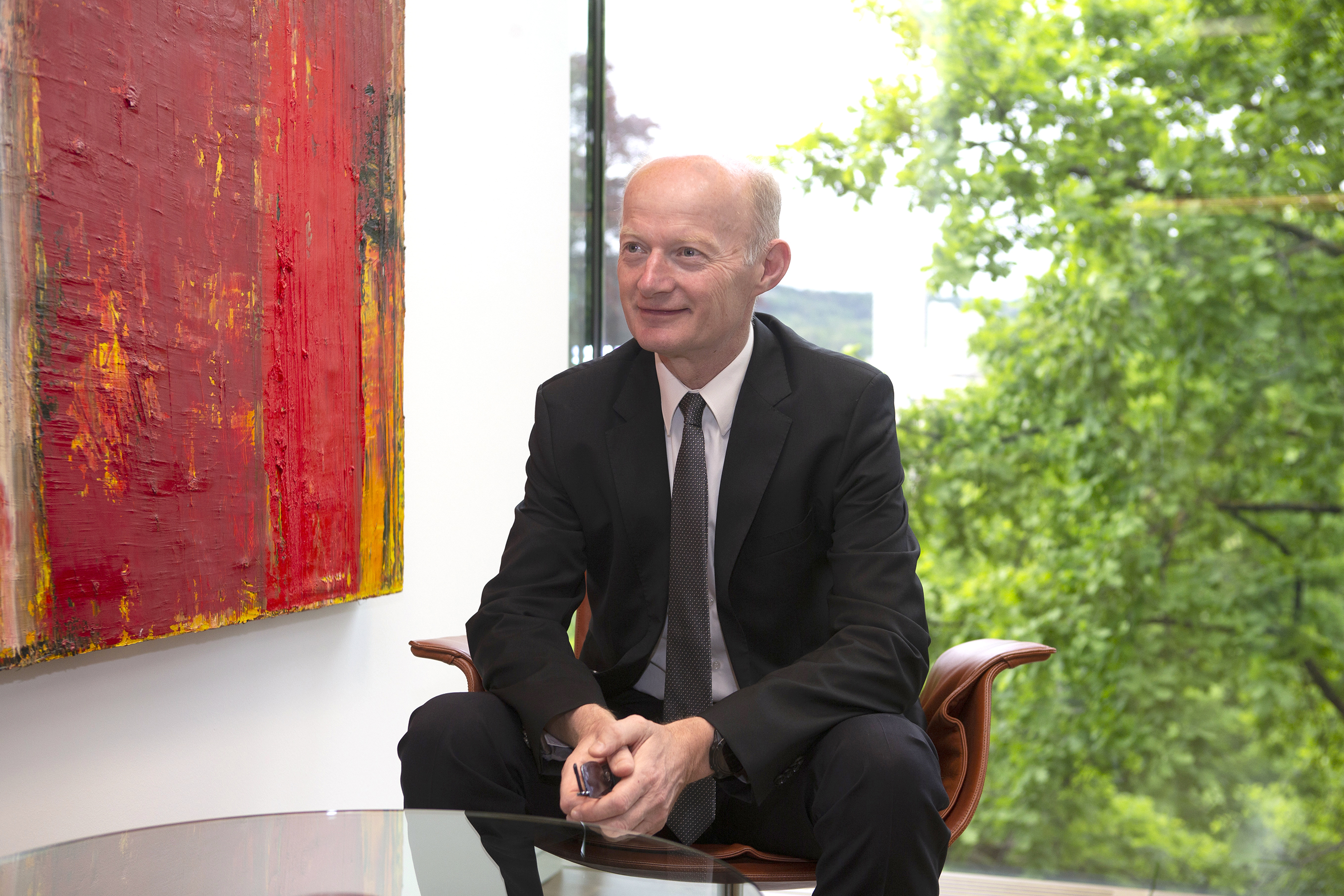
Franz Gasselsberger, 2021

Franz Gasselsberger (* 12. April 1959 in Ampflwang im Hausruckwald) ist ein österreichischer Bankmanager.

## Ausbildung
Geboren in Ampflwang im Hausruckwald schloss Gasselsberger die Schulausbildung im Bundesrealgymnasium Vöcklabruck 1978 mit der Matura ab. Danach absolvierte er von 1978 bis 1982 das Studium der Rechtswissenschaften an der Paris-Lodron-Universität Salzburg und promovierte zum Doktor der Rechtswissenschaften.
Parallel zu seiner leitenden Tätigkeit im Geschäftsbereich Salzburg der Oberbank absolvierte er die internationale Managementakademie LIMAK und schloss diese im April 1998 mit dem International Executive MBA ab.

## Beruflicher Werdegang
1983 begann Gasselsberger seine Karriere in der Oberbank AG in der Geschäftsstelle Wels-Neustadt, anschließend war er in der Oberbank Braunau tätig. Bereits zwei Jahre später wurde er zum Leiter der Geschäftsstelle Altheim bestellt, bis er 1990 in die Zweigniederlassung Salzburg wechselte und ab 1991 als stellvertretender Leiter des Geschäftsbereiches Salzburg tätig war.
Im April 1998 bestellte ihn der Aufsichtsrat in den Vorstand der Oberbank AG, mit 1. Mai 2002 wurde er zum Sprecher und im Mai 2005 zum Vorsitzenden des Vorstandes mit dem Titel Generaldirektor berufen. Im November 2007 wurde Franz Gasselsberger vom deutschen Bundespräsidenten zum Honorarkonsul der Bundesrepublik Deutschland in Oberösterreich ernannt.
Im April 2009 wurde ihm der Berufstitel Kommerzialrat verliehen.
Gasselsberger war bis 2022 zwölf Jahre lang Präsident der LIMAK Austrian Business School, 2022 folgte ihm Oberbank-Vorstandskollege Florian Hagenauer in dieser Funktion nach. Gasselsberger wurde zum Ehrenpräsidenten ernannt.

## Weitere Funktionen
- Mitglied des Aufsichtsrates der Bank für Tirol und Vorarlberg Aktiengesellschaft
- Mitglied des Aufsichtsrates der BKS Bank AG
- Mitglied des Aufsichtsrates der voestalpine AG und der Lenzing AG
- Mitglied des Vorstandes der Vereinigung der Österreichischen Industrie
- Mitglied des Vorstandes der Industriellenvereinigung OÖ und der BWG (Österr. Bankwissenschaftliche Gesellschaft)
- Mitglied des Vorstandes und Vizepräsident des Verbands österreichischer Banken und Bankiers
- Mitglied der Spartenkonferenz der WKO (Bundessparte Bank und Versicherung)

## Auszeichnungen
- 2016: Bundesverdienstkreuz am Bande
- 2019: Großes Silbernes Ehrenzeichen für Verdienste um die Republik Österreich[3]